# Siphonaria variabilis
Siphonaria variabilis är en svampart som beskrevs av H.E. Petersen 1909. Siphonaria variabilis ingår i släktet Siphonaria och familjen Chytridiaceae.   Inga underarter finns listade i Catalogue of Life.